# Jenggawah (plaats)
Jenggawah is een bestuurslaag in het regentschap Jember van de provincie Oost-Java, Indonesië. Jenggawah telt 14.994 inwoners (volkstelling 2010).